# Krasnoselskij, Moskva
Krasnoselskij (ryska: Красносе́льский) är ett distrikt i Tsentralnyj administrativnyj okrug i Moskva. Den hade 48 104 invånare år 2015.